# Torre Burgie

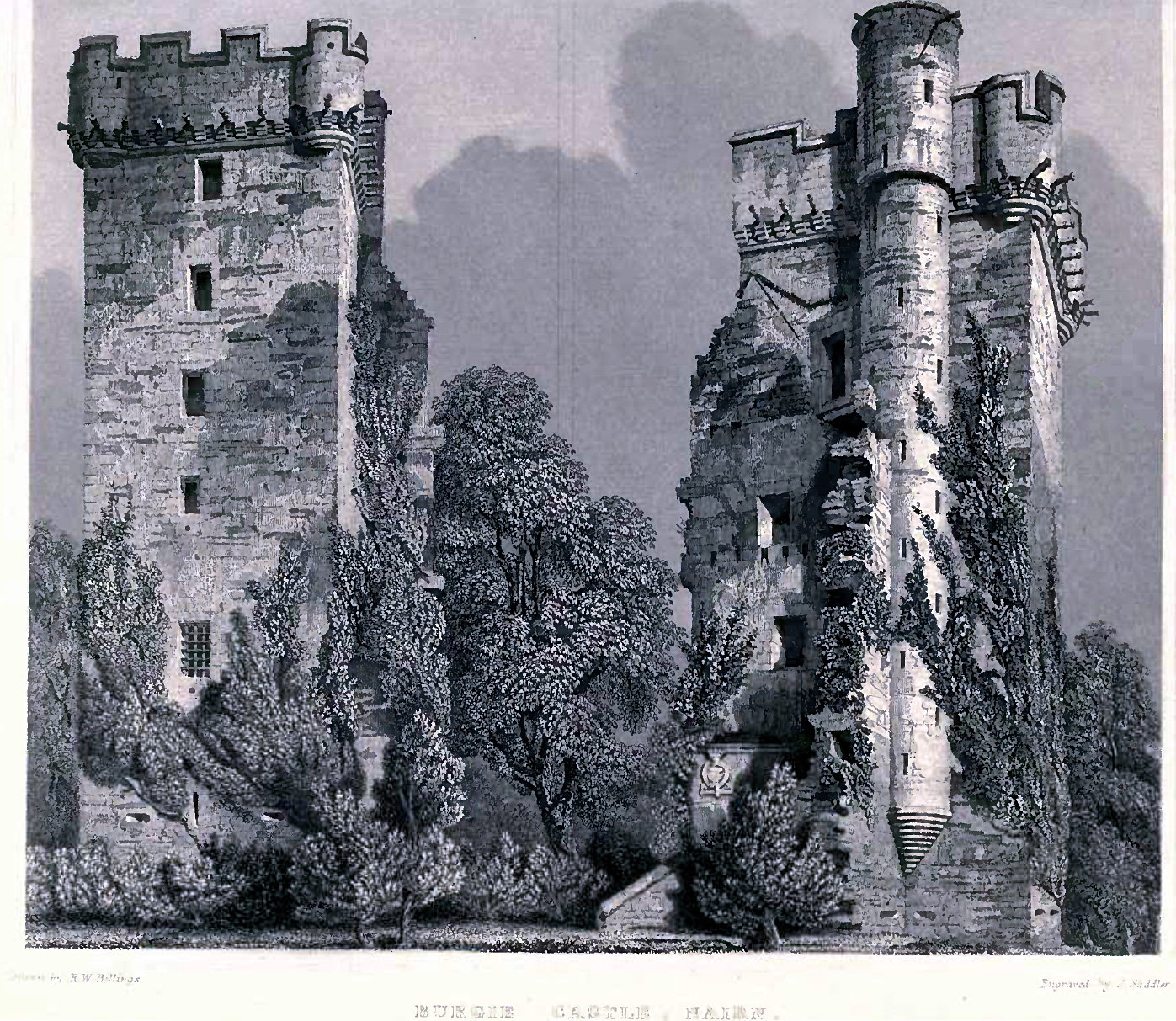
Torre Burgie, Escócia

A Torre Burgie (em inglês:  Burgie Tower) é uma torre do século XVII localizada em Rafford, Moray, Escócia.

## História
Estrutura com 6 andares, que fazia parte de um antigo castelo agora inexistente. Existe uma pedra com as inscrições 'AD / KR' de Alexander Dunbar de Grange e de sua esposa Katherine Reid, ainda com a inscrição 'RD' de Robert Dunbar e por baixo '1602', que é a data da sua fundação.
Foi acrescentado um outro castelo em 1702 e posteriormente demolido (exceto a torre) em 1802, fornecendo material para a Burgie House.
Encontra-se classificado na categoria "A" do "listed building" desde 26 de janeiro de 1971.